# Адміністративний устрій Мостиського району
Адміністративний устрій Мостиського району — адміністративно-територіальний поділ Мостиського району Львівської області на 2 міські громади, 2 сільські громади та 13 сільську раду, які об'єднують 112 населених пунктів і підпорядковані Мостиській районній раді. Адміністративний центр — місто Мостиська.

## Список громадМостиського району
- Волицька сільська громада
- Мостиська міська громада
- Судововишнянська міська громада
- Шегинівська сільська громада

## Список радМостиського району
| №  | Назва                             | Центр              | Населені пункти                                                                               | Площа км² | Місце за площею | Населення (2001), осіб. | Місце за населенням |
| -- | --------------------------------- | ------------------ | --------------------------------------------------------------------------------------------- | --------- | --------------- | ----------------------- | ------------------- |
| 1  | Гостинцівська сільська рада       | с. Гостинцеве      | с. Гостинцеве с. Завада с. Підгать                                                            |           |                 |                         |                     |
| 2  | Дидятицька сільська рада          | с. Дидятичі        | с. Дидятичі с. Велика Діброва с. Вовчищовичі с. Кульматичі с. Мала Діброва                    |           |                 |                         |                     |
| 3  | Зав'язанцівська сільська рада     | с. Зав'язанці      | с. Зав'язанці с. Княгиничі с. Костильники с. Кропильники с. Ніговичі с. Солтиси с. Топільниця |           |                 |                         |                     |
| 4  | Золотковицька сільська рада       | с. Золотковичі     | с. Золотковичі с. Боляновичі с. Іорданівка с. Мочеради                                        |           |                 |                         |                     |
| 5  | Крукеницька сільська рада         | с. Крукеничі       | с. Крукеничі с. Воля-Садківська с. Острожець                                                  |           |                 |                         |                     |
| 6  | Малнівська сільська рада          | с. Малнів          | с. Малнів с. Дубинки с. Загорби с. Мазури с. Мелешки                                          |           |                 |                         |                     |
| 7  | Малнівськоволянська сільська рада | с. Малнівська Воля | с. Малнівська Воля с. Мартини с. Петики с. Пихи с. Рожаки                                     |           |                 |                         |                     |
| 8  | Маломокрянська сільська рада      | с. Малі Мокряни    | с. Малі Мокряни с. Берці с. Великі Мокряни с. Макунів с. Шишоровичі                           |           |                 |                         |                     |
| 9  | Мишлятицька сільська рада         | с. Мишлятичі       | с. Мишлятичі с. Ганьковичі с. Конюшки с. Липки с. Тамановичі с. Толуковичі                    |           |                 |                         |                     |
| 10 | Соколянська сільська рада         | с. Соколя          | с. Соколя с. Качмарі с. Колодка с. Корчунок с. Крив'яки с. Максимці                           |           |                 |                         |                     |
| 11 | Хідновицька сільська рада         | с. Хідновичі       | с. Хідновичі с. Боратичі с. Тишковичі                                                         |           |                 |                         |                     |
| 12 | Хлиплівська сільська рада         | с. Хлиплі          | с. Хлиплі с. Судковичі с. Ятвяги                                                              |           |                 |                         |                     |
| 13 | Чернівська сільська рада          | с. Черневе         | с. Черневе с. Заверхи с. Старява                                                              |           |                 |                         |                     |

* Примітки: м. — місто, смт — селище міського типу, с. — село, с-ще — селище